# Elezioni federali in Canada del 1867
Le elezioni federali in Canada del 1867 fu la prima elezione nella storia del paese. Le circoscrizioni federali che eleggevano i membri per la Camera dei Comuni erano situate nelle province del Nuovo Brunswick, Nova Scotia, Ontario e Québec, mentre le province del Manitoba e della Columbia Britannica furono aggiunte durante il primo parlamento.
L'affluenza è stata 73,4%

## Partiti e leader

### Partito Conservatore del Canada
I Conservatori erano il gruppo che supportava maggiormente l'Impero britannico e l'espansionismo della Confederazione. Il loro leader era John A. Macdonald, che era anche membro del Partito Liberale-Conservatore del Canada e si distinse per il suo supporto alla creazione della Confederazione canadese.

### Partito Liberale del Canada
I Liberali erano un gruppo relativamente radicale, anti-britannico e anti-imperialista per l'epoca. Il leader de facto era George Brown, fondatore del partito. Nonostante il suo impegno, Brown perse la sua elezione a Ontario Sud.

### Partito Conservatore-Liberale del Canada
I Conservatori-Liberali erano una fazione di destra che supportava un Quebec più indipendente, se non la sua completa separazione dal resto del Canada. Anche il leader di questo gruppo era John A. Macdonald, che però avrebbe continuato a sostenere l'unità della Confederazione.

### Partito Anti-Confederazione del Canada
Gli Anti-Confederati erano il gruppo più fortemente anti-britannico e anti-imperialista. Si opponevano alla creazione del Canada e desideravano mantenere il legame con le colonie britanniche del Nord America Britannico. Il leader era Joseph Howe, ex speaker e presidente della provincia della Nova Scotia. Gli Anti-Confederati ebbero un impatto significativo in Nova Scotia e Nuovo Brunswick.

## Risultati

### Risultati elettorali
| Partito                | Leader            | Percentuale | Seggi |
| ---------------------- | ----------------- | ----------- | ----- |
| Conservatori           | John A. Macdonald | 23,93%      | 71    |
| Liberali               | George Brown      | 22,67%      | 62    |
| Conservatori-Liberali  | John A. Macdonald | 11,08%      | 29    |
| Anti-Confederazione    | Joseph Howe       | 7,92%       | 18    |
| Seggio Vacante         | -                 | 0,00%       | 0     |
| Indipendenti/Non si sa | -                 | 34,41%      | 0     |

- Nota: Il seggio vacante era quello di Kamouraska, il cui seggio fu deciso in una by-election nel 1869.

### Risultati per provincia
| Partito               | Quebec | Ontario | Nuovo Brunswick | Nova Scotia | Totale |
| --------------------- | ------ | ------- | --------------- | ----------- | ------ |
| Conservatori          | 36     | 33      | 1               | 1           | 71     |
| Liberali              | 17     | 33      | 12              | 0           | 62     |
| Conservatori-Liberali | 11     | 16      | 2               | 0           | 29     |
| Anti-Confederazione   | 0      | 0       | 0               | 18          | 18     |

## Governo
Il primo governo del Canada fu guidato da John A. Macdonald, che formò una coalizione tra il Partito Conservatore del Canada e il Partito Liberale-Conservatore del Canada, ottenendo una maggioranza di 100 seggi su 182.